# Wolfgang May
Wolfgang May (* unbekannt) ist ein ehemaliger deutscher Automobilrennfahrer.

## Karriere
Wolfgang May startete 1969 im Tourenwagensport seine Motorsportlaufbahn. Beim Preis von Tirol, einem Nichtmeisterschafts-Rennen, gewann er 1969 mit einem BMW 2002 den TS+1.6-Klassensieg.
1971 startete er bereits für das Team Schnitzer mit einem BMW 2002 bei einigen Rennen. In Mainz-Finthen sicherte er sich in der T2.0-Klasse den Sieg und im selben Jahr feierte er beim Roßfeldrennen den Klassensieg, den er 1973 wiederholen konnte.
1973 fuhr er zusammen mit Sepp Manhalter für das Team Schnitzer in zwei Rennen der 1. Division der Tourenwagen-Europameisterschaft (ETCC). Die Rennen in Monza und auf dem Salzburgring konnten beide wegen Motorschaden beim BMW 2002 nicht beenden. Parallel startete er in der 2. Division der Deutschen Rennsport-Meisterschaft (DRM). Beim DRM-Lauf in Mainz-Finthen belegte er den vierten Platz und das Sauerland-Bergrennen beendete er mit dem dritten Platz.
In der nächsten Saison ging er wieder mit einem BMW 2002 in der ETCC in Monza und auf dem Salzburgring an den Start. In Monza wurde er Sechster und das Salzburgring-Rennen beendete er mit dem siebten Rang in der 1. Divisions-Wertung. In der DRM startete er in fünf Rennen in der 2. Division. Beim DMV-Rheinpokal-Rennen in Hockenheim erreichte er mit dem zweiten Rang seine beste Lauf-Platzierung in der Rennserie. Zum DRM-Saisonende belegte er den neunten Platz.
1975 fuhr er mit Gerd Herrmann im BMW 2002 TI beim ETCC-Lauf in der 1. Division auf dem Salzburgring und beendeten das Rennen mit dem vierten Platz. Drei Jahre später startete Wolfgang May noch einmal mit einem BMW 530i in der 4. Division der ETCC auf dem Salzburgring. Jedoch konnte er sich nicht klassifizieren. Danach beendete er seine Motorsportkarriere.